# Chiesa della Madonna della Santa Casa di Loreto
La chiesa della Madonna della Santa Casa di Loreto è un edificio religioso sito a Vigevano, in provincia di Pavia e diocesi di Vigevano.

## Storia

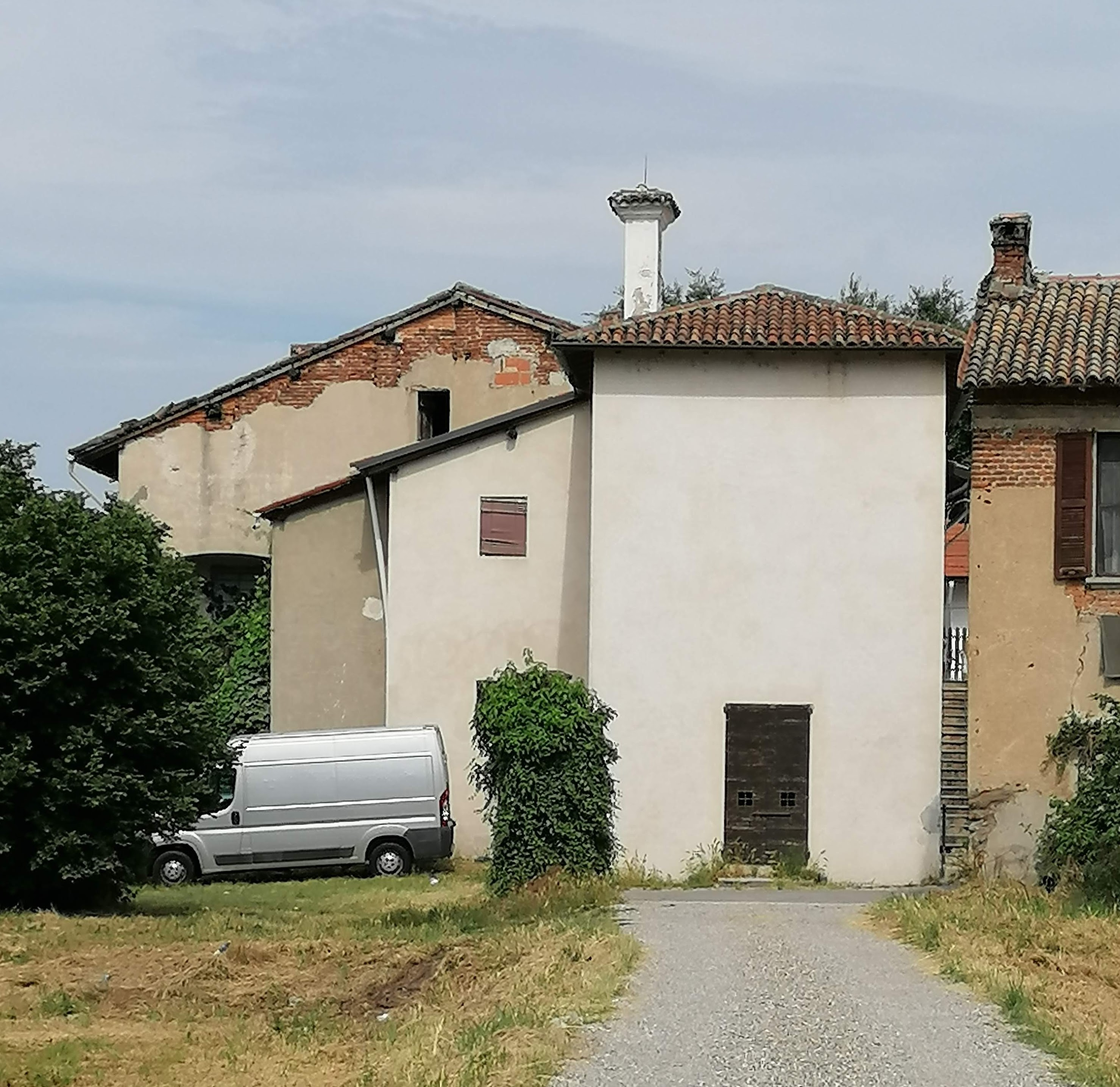
La chiesa di fronte

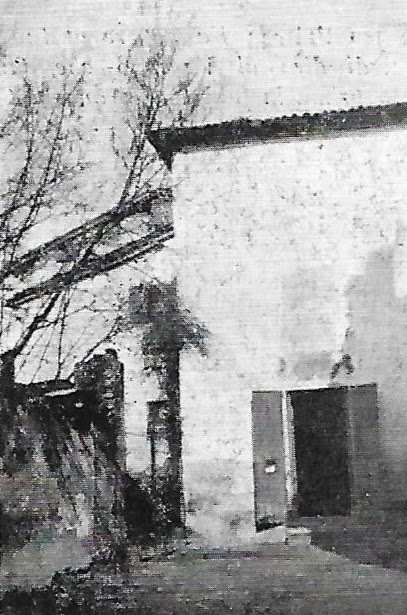
La chiesa nel 1930

Chiesa costruita durante la peste del 1524 a Vigevano, è più piccola di San Cristoforo, costruita nello stesso periodo.
Venne costruita su volere di un tal frate Domenico, appartenente all'ordine dei frati minori, che affermò di aver visto la Vergine, la quale avrebbe richiesto di costruire una chiesa per far cessare l'epidemia. Attorno alla chiesa, dedicata alla Madonna di Loreto, nel 1539 venne fatto costruire un convento, affidato ai frati cappuccini. Dopo averla ampliata e rimaneggiata nel 1553 e nel 1568, nel 1603 i frati cappuccini si trasferirono alla chiesa del Crocifisso, lasciando l'edificio in mano al terzo ordine francescano.
Data la lenta degradazione della chiesa, monsignor Pietro Giorgio Odescalchi, vescovo di Vigevano, decise di costruire quella attuale. La prima pietra, un mattone proveniente dalla stanza in cui nacque san Carlo Borromeo, venne da lui benedetta il 3 maggio 1613 e fu posta da Filippo d'Austria. L'altare fu fabbricato dal vescovo stesso in quegli anni. La prima messa fu cantata dal Vescovo l'8 settembre 1619, dopo che dal vescovado venne portato con una grande processione l'altare nella nuova chiesa. A Milano fu fatta fabbricare una statua della Madonna di Loreto con misure simili a quella originale e fu portata in trionfo fino a Vigevano. Dietro all'altare fu sepolto il cuore del vescovo Odescalchi.
Il convento venne abbandonato nel 1653 a seguito di una bolla papale da parte di papa Innocenzo X. Dopo una gestione da parte del Seminario, l'edificio fu definitivamente soppresso da Napoleone nel 1805. Da allora la chiesa ha subito un lento declino, nonostante qualche tentativo di salvataggio negli anni 1930.
Oggi è di proprietà privata. Si trova all'angolo tra via Ippocrate e strada Camina.